# Xian de Chengjiang
Le xian de Chengjiang (澂江县, 澄江县 ; pinyin : Chéngjiāng Xiàn) est un district administratif de la province du Yunnan en Chine. Il est placé sous la juridiction de la ville-préfecture de Yuxi.

## Démographie
La population du district était de 146 293 habitants en 1999.